# Takashi Kawamura

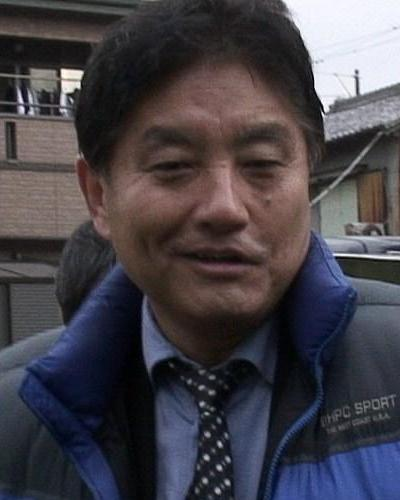
Takashi Kawamura

Takashi Kawamura (jap. 河村 たかし Kawamura Takashi; * 3. November 1948 in Nagoya, Präfektur Aichi, Japan) ist ein japanischer Politiker, Abgeordneter im Shūgiin, dem Unterhaus des Nationalparlaments, für den Wahlkreis Aichi 1, Vorsitzender der Regionalpartei Genzei Nippon und stellvertretender Vorsitzender der Konservativen Partei Japans (Nippon Hoshutō). Von 2009 bis 2024 war er Bürgermeister der Stadt Nagoya und davor von 1993 bis 2009 bereits Abgeordneter für Aichi 1.
Kawamura arbeitete nach seinem Studium an der Hitotsubashi-Universität im väterlichen Papierrecyclingbetrieb Kawamura Shōji. Nach einer ersten erfolglosen Kandidatur als Unabhängiger in der Shūgiin-Wahl 1990 erhielt er im zweiten Anlauf 1993, nun als Kandidat der Neuen Japan-Partei, im viermandatigen Wahlkreis Aichi 1 den höchsten Stimmenanteil und zog ins Shūgiin ein. Während der Neuformierung der japanischen Parteienlandschaft in den 1990er Jahren gehörte Kawamura der Neuen Fortschrittspartei, der Liberalen Partei und schließlich ab 1998 der Demokratischen Partei an. Nach der Wahlrechtsreform kandidierte er ab 1996 viermal erfolgreich im Einzelwahlkreis Aichi 1, der Teile von Nagoya umfasst und als demokratische Hochburg gilt.
Im April 2009 legte Kawamura sein Abgeordnetenmandat nieder, um bei der Bürgermeisterwahl in Nagoya am 26. April für die Nachfolge von Takehisa Matsubara zu kandidieren. Er trat als Unabhängiger an, wurde aber von den Demokraten unterstützt. Sein Hauptkonkurrent Masahiko Hosokawa genoss die Unterstützung der nationalen Regierungsparteien LDP und Kōmeitō. Im Wahlkampf setzte sich Kawamura für eine Senkung der kommunalen Steuern und der städtischen Personalausgaben ein. Er erhielt über eine halbe Million Stimmen und konnte Hosokawa (rund 283.000 Stimmen) und zwei weitere Kandidaten klar von sich distanzieren. Das Wahlergebnis wurde von Teilen der Demokraten als Stärkung des durch einen Spendenskandal beschädigten Vorsitzenden Ichirō Ozawa gesehen.
Die Umsetzung seiner Wahlversprechen brachte Kawamura in Konflikt mit dem Stadtrat, der die Senkung der kommunalen „Bürgersteuer“ (jūmin-zei) um zehn Prozent nur auf der Grundlage jährlicher Überprüfungen billigte und die Reduzierung der Bezüge der Mitglieder und die Verkleinerung des Stadtrats ablehnte. Kawamura initiierte 2010 ein Verfahren zur Auflösung des Stadtrats. Im Oktober 2010 reichten die Anhänger Kawamuras die Petition mit den nötigen Unterschriften von einem Fünftel der Wähler ein, um ein Referendum über die Auflösung des Stadtrates in die Wege zu leiten. Allerdings wurden zunächst über 100.000 Unterschriften im November 2010 für ungültig erklärt. Kawamura kündigte daraufhin seinen baldigen Rücktritt an, um bei Neuwahlen – gleichzeitig mit den Gouverneurswahlen in Aichi am 6. Februar 2011 – ein klares Mandat für seine Reformvorhaben zu erhalten. Eine nochmalige Überprüfung durch die Wahlaufsichtskommission der Stadt Nagoya stellte im Dezember 2010 jedoch fest, dass doch genügend gültige Stimmen vorhanden waren. Die Abstimmung, die erste ihrer Art in einer „Großstadt per Regierungserlass“ (seirei shitei toshi), fand ebenfalls am 6. Februar 2011 statt und wurde bei Wahlbeteiligung von 54 % angenommen, die Neuwahlen für den Stadtrat finden innerhalb von 40 Tagen statt. Die Demokratische Stadtratsfraktion hat sich gegen Kawamura gestellt und unterstützte bei den Bürgermeisterwahlen die Kandidatur des ehemaligen Shūgiin-Abgeordneten Yoshihiro Ishida, ehemals Bürgermeister von Inuyama. Kawamura gewann die Wahl deutlich gegen Ishida und zwei weitere Kandidaten.
Im April 2010 gründete Kawamura die Partei Genzei Nippon (減税日本, „Steuersenkung Japan“), die bei Stadtratsneuwahlen eine absolute Mehrheit anstrebt und bei den Gouverneurswahlen in Aichi die erfolgreiche Kandidatur des ehemaligen Shūgiin-Abgeordneten Hideaki Ōmura (ehemals LDP) unterstützte.
Anfang August 2019 forderte Bürgermeister Kawamura nach einem Besuch öffentlich die Schließung einer im Rahmen der Aichi-Triennale in Nagoya stattgefundenen Ausstellung "Nach der Meinungsfreiheit", welche u. a. mit einer "Trostfrauen-Statue" an die ca. 200.000 insbesondere koreanischen Sexsklavinnen des japanischen Militärs in den 1930er und 1940er Jahren erinnerte. Diese Forderung, die er mit der Behauptung begründete, die Figur "verletze die Gefühle der Japaner", führte zu Terror-Drohungen zahlreicher Rechtsextremisten, u. a. mit dem Hinweis, man werde einen Benzinkanister einschmuggeln und die Figur anzünden. Die folgende Schließung der Ausstellung durch die Veranstalter wurde mit Sicherheitsbedenken begründet, obwohl zuvor der Gouverneur der Präfektur Aichi Hideaki Ōmura das Verlangen des Bürgermeisters als "vermutlich verfassungswidrig" bezeichnet hatte. Bürger und Verleger verlangten die Wiedereröffnung der Ausstellung.
Kawamura war 2020 in einen Skandal um eine Petition zur Absetzung des Präfekturgouverneurs Hideaki Ōmura verwickelt. Kawamura gab zu, angeboten zu haben, 34.000 Unterschriften aus einer früheren Petition im Jahr 2011 zu „recyceln“.
Im August 2021 erregte Kawamura erneut internationales Aufsehen, nachdem er in die Goldmedaille einer Siegerin der Olympischen Sommerspiele 2020 in Tokio biss.
Bei der Shūgiin-Wahl 2024 versuchte Kawamura als Kandidat der Konservativen Partei Japans im Wahlkreis Aichi 1 die Rückkehr in die Nationalpolitik. Das Bürgermeisteramt verlor er damit zu Wahlkampfbeginn (=Kandidatur für inkompatibles Amt) am 15. Oktober 2024 automatisch, nachdem das Stadtparlament die Zustimmung zu seinem Rücktritt versagt hatte. Er setzte sich mit rund 47 % der Stimmen gegen Kandidaten beider großer Parteien durch. Die aus seiner Rückkehr in die Nationalpolitik resultierende Bürgermeisterwahl in Nagoya im November 2024 gewann sein ehemaliger Vizebürgermeister und Genzei-Generalsekretär Ichirō Hirosawa mit absoluter Mehrheit.